# Volodymyr Tatarintsev
Volodymyr Oleksandrovych Tatarintsev (en ukrainien : Татарінцев Володимир Олександрович) est un joueur ukrainien de volley-ball né le 19 mars 1980 en RSS d'Ouzbékistan. Il mesure 1,92 m et joue réceptionneur-attaquant. Il est international ukrainien.

## Clubs
| Club                 | De        | À         |
| -------------------- | --------- | --------- |
| Dorojnik Odessa      | 1998-1999 | 1999-2000 |
| VK Lokomotiv Kharkiv | 2000-2001 | ...       |

## Palmarès
- Top Teams Cup (1)
  - Vainqueur : 2004
  - Finaliste : 2003
- Championnat d'Ukraine (12)
  - Vainqueur : 1999, 2001, 2002, 2003, 2004, 2005, 2007, 2009, 2010, 2011, 2012, 2013
  - Finaliste : 2000, 2008
- Coupe d'Ukraine (11)
  - Vainqueur : 2001, 2002, 2004, 2006, 2007, 2008, 2009, 2010, 2011, 2012, 2013
  - Finaliste : 2003